# Lauw (België)
Lauw (Frans: Lowaige) is een dorp in de Belgische provincie Limburg en een deelgemeente van Tongeren-Borgloon, het was een zelfstandige gemeente tot aan de gemeentelijke herindeling van 1977.

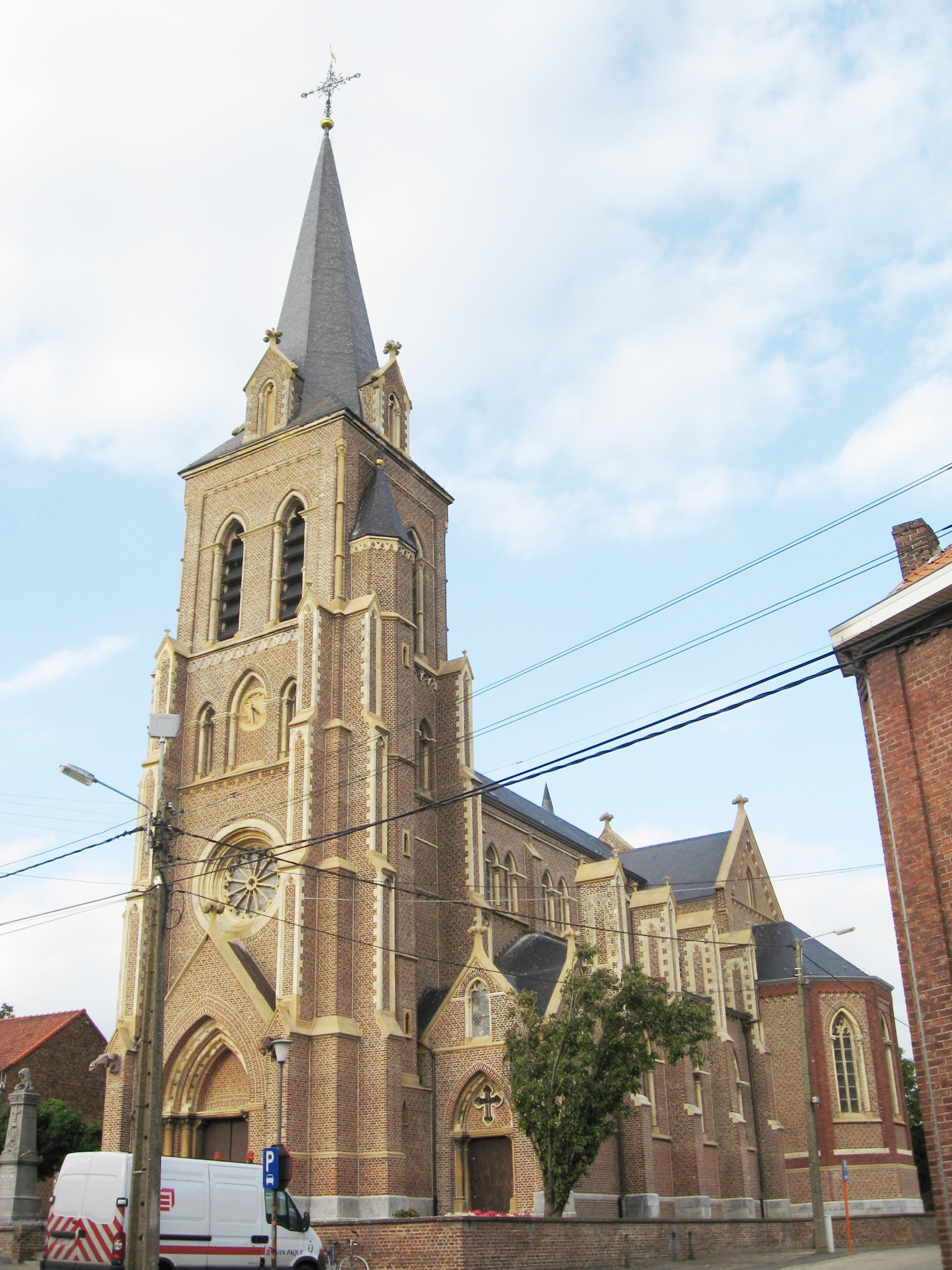
De Sint-Pieterskerk

## Etymologie
De naam Lauw komt vermoedelijk van het Keltische Luta en betekent modder of moeras. De naam werd voor het eerst vermeld in 1146, als Lude.

## Geschiedenis
De bewoning van dit gebied is al zeer oud. Er zijn overblijfselen gevonden uit het paleolithicum, het neolithicum, de bandkeramische cultuur en de ijzertijd.
Tijdens de Romeinse overheersing was er in dit gebied een militaire nederzetting gevestigd, Loeti Lagense genaamd. Deze Romeinse versterking kwam, na de verwoesting van Tongeren in de 4e eeuw, in de plaats van het Castellum van Tongeren. De plaats lag tussen twee heerwegen, de weg van Tongeren naar Bavay (Romeinse of Hoge Kassei) en die van Tongeren naar Aarlen (Groene of Hoeise Kassei). Er werden diverse muurresten en overblijfselen van Romeinse villa's gevonden. Volgens sommige auteurs vond te Lauw de strijd (54 v. Chr.) plaats tussen de troepen van Ambiorix en de Romeinse legioenen.
Ook na de Romeinse tijd bleef de streek bewoond, met name tijdens de Frankische periode. De huidige plaats groeide samen uit twee nederzettingen, één op elke oever van de Jeker. Lauw was een domein van de prins-bisschoppen van Luik, dat door hen werd afgestaan aan het Heilig-Kruiskapittel te Luik. Lauw werd bestuurd door een voogd, die voor het eerst in 1244 werd vermeld. Vanaf 1247 ging Lauw deel uitmaken van de Tongerense stadsvrijheid.
Regelmatig had Lauw te lijden van oorlogshandelingen: In 1212 was er een conflict tussen de prins-bisschop van Luik en Hertog Hendrik I van Brabant om het bezit van Moha, waarbij de Tongerense troepen werden verslagen door de Hertog bij de Lauwse brug over de Jeker. Ook van de troepen van Karel de Stoute (1467 en 1468) en van de Franse troepen van Lodewijk XIV (1672 en later, Spaanse Successieoorlog) en Lodewijk XV (Oostenrijkse Successieoorlog) had Lauw te lijden. De Slag bij Rocourt (1646) en de Slag bij Lafelt (1747) werden in deze omgeving uitgevochten, waartoe het hospitaal nabij de grens met Koninksem lag.
De Sint-Pietersparochie is al zeer oud, mogelijk bestond ze al in de 9e of 10e eeuw. Ze was ondergeschikt aan die van Rutten. Het tiendrecht, aanvankelijk in bezit van het Heilig-Kruiskapittel te Luik, werd in 1289 afgestaan aan de Abdij van Burtscheid. Pas in 1803 werd Lauw een zelfstandige parochie. De oude dorpskerk werd op de ruïnes van deze Romeinse versterking gebouwd. Het koor werd vermoedelijk in 1029 gebouwd door een abt van de abdij Rolduc van Kerkrade. Deze plaats komt echter niet overeen met de ligging van de huidige dorpskerk. De oude kerk stond midden op het hoger gelegen kerkhof en was omgeven met versterkte muren met schietgaten en een poort. De huidige dorpskerk (Sint-Pieterskerk) werd in 1866 gebouwd onder impuls van de toenmalige pastoor. Na de ingebruikname van de nieuwe kerk (1871) werd de oude kerk in 1875 gesloopt.

## Demografische ontwikkeling
- Bronnen:NIS, Opm:1831 tot en met 1970=volkstellingen; 1976 = inwoneraantal op 31 december

## Bezienswaardigheden
- Op het grondgebied van de deelgemeente ligt de Herstappeltombe, een tumulus aan de Hoeise Kassei (N614) die nabij Herstappe ligt.
- De Sint-Pieterskerk, een neogotisch bouwwerk uit 1871.
- De Hogemolen, een watermolen op de Jeker, aan de Klerebroek.
- De Daalmolen, een watermolen op de Jeker, aan de Daalmolenweg.

## Natuur en landschap
Lauw bevindt zich in droog-Haspengouw, aan de vallei van de Jeker. De hoogte varieert tussen 93 en 133 meter. Op het plateau wordt landbouw bedreven: tarwe, gerst en suikerbieten. Bij de Daalbron, die vanaf 1903 de stad Tongeren van water voorzag, wordt waterkers gekweekt.

## Nabijgelegen kernen
Rutten, Koninksem, Vechmaal, Wouteringen (Frans: Otrange), Herstappe, Crisnée, Thys, Widooie

## Trivia
In 2019 werd er de Nederlandse film Terug naar Zotteken Waes opgenomen. In de hoofdrol speelden onder anderen Sam Louwyck, Herwig Ilegems, Ward Kerremans, Alejandra Theus en Gert Portael. De film werd op 10 oktober 2020 voor het eerst online getoond en op 25 oktober op NPO 3.